# Kolumnentitel

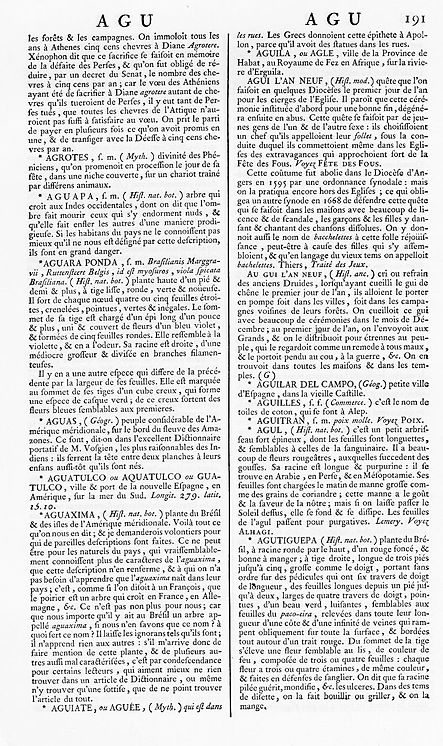
Seite 191 der Encyclopédie mit lebendem Kolumnentitel aus Überschriften für die Spalten und der Kolumnenziffer (Seitenzahl)

Der Kolumnentitel (ältere Schreibweise auch Columnentitel) ist im historischen Handsatz die erste Zeile der Kolumne, die dabei als ganze Buchseite verstanden wird (siehe Kolumne (Seite)). Enthält diese Zeile nur die Kolumnenziffer („Columnenziffer“), die Seitenzahl, so wird sie als toter Kolumnentitel bezeichnet. In die erste Zeile kann darüber hinaus noch eine Überschrift, die sich auf den Inhalt der jeweiligen Seite (Kolumne) bezieht, eingefügt werden. Da bei der Eingliederung der Überschrift in den Kolumnentitel diese sich auf den einzelnen Seiten im Fortgang des Buches ändert, ist dies ein lebender Kolumnentitel. In besonderen Fällen kann der Kolumnentitel auch unter den Text (in die heutige Fußzeile) gestellt werden.

## Toter und lebender Kolumnentitel
Toter und lebender Kolumnentitel werden im Handsatz nicht unterschiedlich behandelt. Weil zum Abschluss der Setzvorgangs alle Zeilen der Buchseite mit der Kolumnenschnur zu einem Block (der Kolumne) ausgebunden werden, der dann auf dem Setzbrett abgelegt wird, ist eine unterschiedliche Behandlung der beiden Titelarten ausgeschlossen, zumal es sich in beiden Fällen um die erste Zeile des Seitensatzes handelt, siehe auch Kolumne (Seite). Zwischen Kolumnentitel und den nachfolgenden Textzeilen wird ein Zwischenraum eingefügt, der einer Textzeile entspricht, und mit Blindmaterial ausgefüllt wird. Der daraus für den heutigen Betrachter entstehende Eindruck, der Kolumnentitel befinde sich außerhalb der Kolumne, ist für den Handsatz unzutreffend. Hierin besteht ein wesentlicher Unterschied zum modernen Schriftsatz. Dort wird der tote Kolumnentitel als Paginierung aufgefasst und nicht zum Satzspiegel gezählt. Der lebende wiederum wird dem Satzspiegel zugerechnet.
Der tote Kolumnentitel findet meist bei schöngeistiger Literatur, wie etwa Romanen, Verwendung. Bei wissenschaftlichen Büchern und in technischer Dokumentation wird der lebende Kolumnentitel verwendet. Zusätzlich zu den Seitenzahlen enthält er Angaben über Inhalt, Kapitel- oder Buchtitel. So steht auf der linken Seite meist eine kurze Wiederholung der Kapitelüberschrift, und auf der rechten Seite stehen Informationen zum Seiteninhalt.

## Geschichte
Bereits Inkunabeln setzen den Kolumnentitel ein. Als Beispiel sei hier der 1492 erschienene Druck von Aristoteles, De natura animalium, digitalisiert in der UB Heidelberg, angegeben. Das Werk ist foliiert und enthält Kolumnentitel in der Form, dass auf der recto-Seite in einem lebenden Kolumnentitel Kapitel und Blattzahl, dagegen auf der verso-Seite in einem lebenden Kolumnentitel der Werktitel angegeben wird.
Der Begriff „Kolumnentitel“ ist erstmals 1721 bei Johann Heinrich Gottfried Ernesti in der Form „Col. Titul“ nachzuweisen. In der Einleitung zum Registerband von Johann Christian Lünigs Teutschen Reichs-Archiv aus dem Jahr 1722 wird Bezug auf die „Columnen-Titul“ genommen. Durch Christoph Immig wird ein Korrektor 1724 angewiesen, u. a. die „Columnen-Titul“ durchzugehen und wohl anzusehen. Bei Geßner kommt er 1740 in der Form „Columnentitul“ vor.